# Provincies van Papoea-Nieuw-Guinea

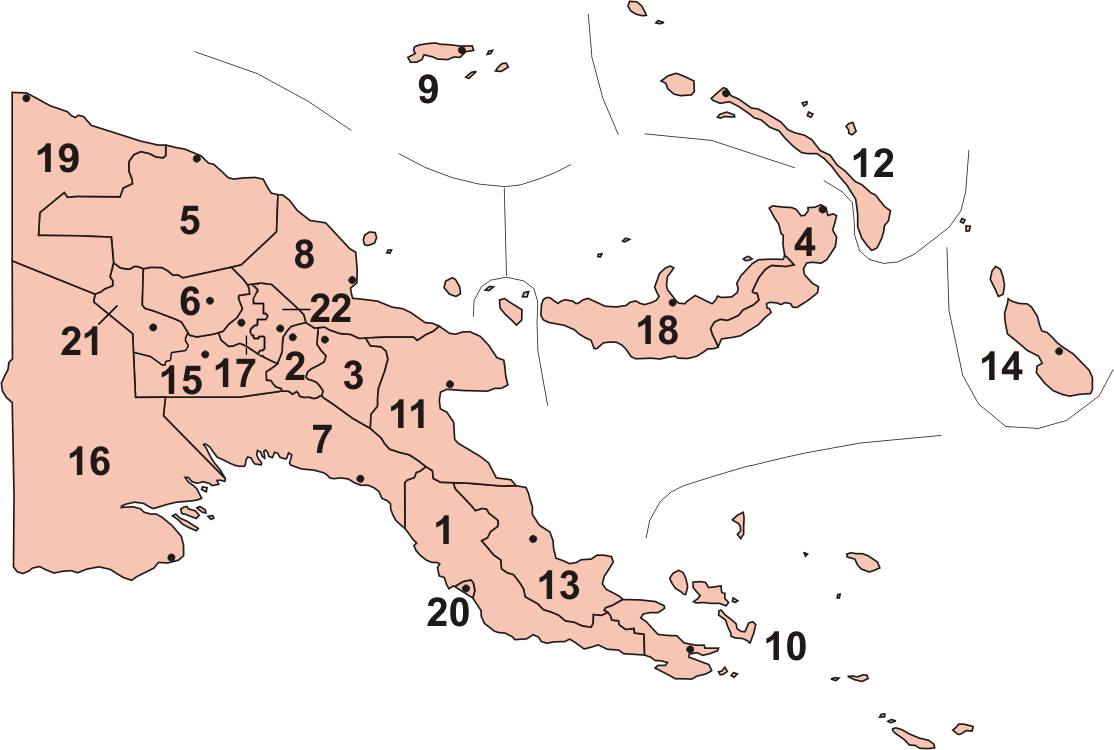
Genummerde kaart van de provincies van Papoea-Nieuw-Guinea

Papoea-Nieuw-Guinea bestaat uit tweeëntwintig provincies, de autonome regio Bougainville en het hoofdstedelijk district. Het land is verder onderverdeeld in lokale bestuursgebieden (local-level government/lokol gavman; letterlijk lokale regering).
| 1. Central 2. Chimbu 3. Eastern Highlands 4. East New Britain 5. East Sepik 6. Enga 7. Gulf 8. Madang 9. Manus 10. Milne Bay 11. Morobe 12. Nieuw-Ierland | 13. Northern 14. Bougainville (autonome regio) 15. Southern Highlands 16. Western 17. Western Highlands 18. West New Britain 19. Sandaun 20. National Capital District 21. Hela 22. Jiwaka |